# Stilpon intermedius
Stilpon intermedius is een vliegensoort uit de familie van de Hybotidae. De wetenschappelijke naam van de soort is voor het eerst geldig gepubliceerd in 1994 door Raffone.